# جان رابرتس (بازیکن فوتبال، زاده ۱۹۴۴)
جان رابرتس (انگلیسی: John Roberts؛ زادهٔ ۲۴ مارس ۱۹۴۴) بازیکن فوتبال اهل استرالیا است.
از باشگاه‌هایی که در آن بازی کرده‌است می‌توان به باشگاه فوتبال برادفورد سیتی، باشگاه فوتبال بلکبرن روورز، باشگاه فوتبال چسترفیلد، باشگاه فوتبال نورث‌همپتون تاون و باشگاه فوتبال ساوتند یونایتد اشاره کرد.
وی همچنین در تیم ملی فوتبال استرالیا بازی کرده‌است.